# 阿斯帕赫 (图林根州)
阿斯帕赫（德語：Aspach，發音：[ˈaspax] ⓘ）是德国图林根州哥达县曾经的一个市镇，面积5.88平方千米，2010年12月31日人口为413人。2011年12月1日，阿斯帕赫与另外9个市镇合并为新市镇赫瑟尔。